# Anaptomecus rufescens
Anaptomecus rufescens är en spindelart som beskrevs av Cândido Firmino de Mello-Leitão 1940. 
Anaptomecus rufescens ingår i släktet Anaptomecus och familjen jättekrabbspindlar. Artens utbredningsområde är Guyana. Inga underarter finns listade i Catalogue of Life.